# Kirkeskib (skibsmodel)
 For alternative betydninger, se Kirkeskib. (Se også artikler, som begynder med Kirkeskib)
Et kirkeskib er en skibsmodel i en kirke og er ofte en votivgave.
I Danmark er det en udbredt tradition at udsmykke kirker med en skibsmodel. Omkring hver anden dansk kirke har en eller flere skibsmodeller hængende eller stående. De kaldes ofte votivskibe, men de færreste er gaver (votiver), så derfor foretrækkes betegnelsen kirkeskib, selv om det giver mulighed for forveksling med bygningsdelen kirkeskib.
Kirkeskibe kendes fra alle europæiske områder med tilknytning til havet, men ingen steder er de så udbredt eller traditonen så levende som i Danmark. I de tidligere danske områder i Nordtyskland, Sydslesvig og Holsten er traditionen også ret udbredt, og at det skyldes det danske tilhørsforhold, hvilket ses af, at mange af modellerne stadig bærer Dannebrog.
I Europa findes votivskibe fra 1400-tallet. I Danmark omtales de først midt i 1500-tallet, men de kan have eksisteret længe før. De ældste bevarede skibe i Norden er fra omkring år 1600. Galeonen i Storkyrkan i Stockholm menes at være fra år 1590, det ældste norske fra 1610 (Mariakirken i Bergen), og det ældste danske menes at være modellen i Ho Kirke fra 1600-10. De ældste syntes være en del af en kirkes samlede udsmykning.
Det ældste daterede kirkeskib i Danmark findes i Sankt Mortens Kirke i Randers og forestiller orlogsskibet Randers. Det menes at være fra 1632. Kirken har to andre skibe Epeneser og Cecilie.
Kirkeskibe findes over hele landet, men ingen steder er de mere populære end på Fanø. Sønderho Kirke har rekorden med 14 registrerede modeller, og Nordby Kirke ligger nummer to med ni registrerede skibe.
Den mest populære skibsmodel er fregatten Jylland, som hænger i over 30 danske kirker. Det mest populære navn synes at være Haabet, som der er 75 af i kirkeskibet.dk's database (inklusive fire med stavemåden Håbet), skarpt fulgt af Danmark. Andre skibe har mytologiske navne som Odin, Juno og især Neptun. Det kan forekomme malplaceret i en kirke, men hvis det modellerede skib hed sådan, er der ikke noget at gøre ved dét.
Visse forudsætninger skal være opfyldt, for at et skib kan være et votivskib: En votivgave er opfyldelsen af et løfte til Gud om, at man vil give gaven, hvis man overlever et skibsforlis eller en anden livstruende situation. Der skal foreligge en forhåndsaftale om gaven, og man mener ikke, at der er nogen af de danske kirkeskibe, der opfylder denne definition. Derimod har Handels- og Søfartsmuseet en junke, som stammer fra et kinesisk tempel, hvor det var givet som votivskib.
En mindre strikt definition af votivskib er fremsat: Her gives skibsmodellen som taknemmelighedsgave af en sømand, der har overlevet et skibsforlis, og som selv bygger modellen af det forliste skib. Efter denne definition findes der ét ægte votivskib i Danmark, nemlig kutteren Jenny Skomager i Helligåndskirken i Hvide Sande. Den er både bygget og skænket af en sømand, som overlevede et forlis i Østersøen i december 1961.
Der er flere teorier om kirkeskibe:
- Skibet er et gammelt symbol for menigheden og kirken, der med Kristus ved roret klarer sig på tilværelsens stormfyldte hav.
- Da skikken er mest udtalt i byer med maritime traditioner, som Marstal og Ærøskøbing, hvor der kan være 6-7 skibsmodeller i samme kirke, kan det også være, at man på denne måde har forsøgt at beskytte skibene og deres mandskab mod havets farer.
- Det store skib var dels det største, mægtigste og kostbareste, man havde på den tid. Og det pryder derfor mange byvåben og findes også som kalkmalerier. Dels har det store rum i kirken altid heddet skibet.
- Danske søfolk har under deres rejser set votivskibe i de katolske kirker i Sydeuropa uden at kende baggrunden for dem og tænkt, at 'sådan et må vi også have'. Det kan være søfolkenes standsgaver. De rige kunne donere dyre altertavler, mens de fattige søfolk i det mindste kunne pynte deres kirke med husflidsarbejde.

Der synes at være en uskreven regel om, at kirkeskibe gives til kirken som gave – det er ikke noget kirken anskaffer. 